# 門扉

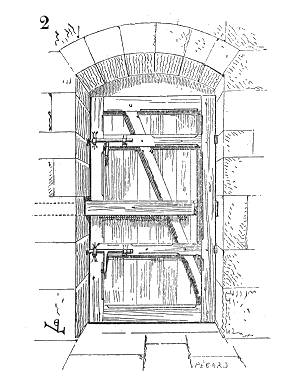
西方古代的门

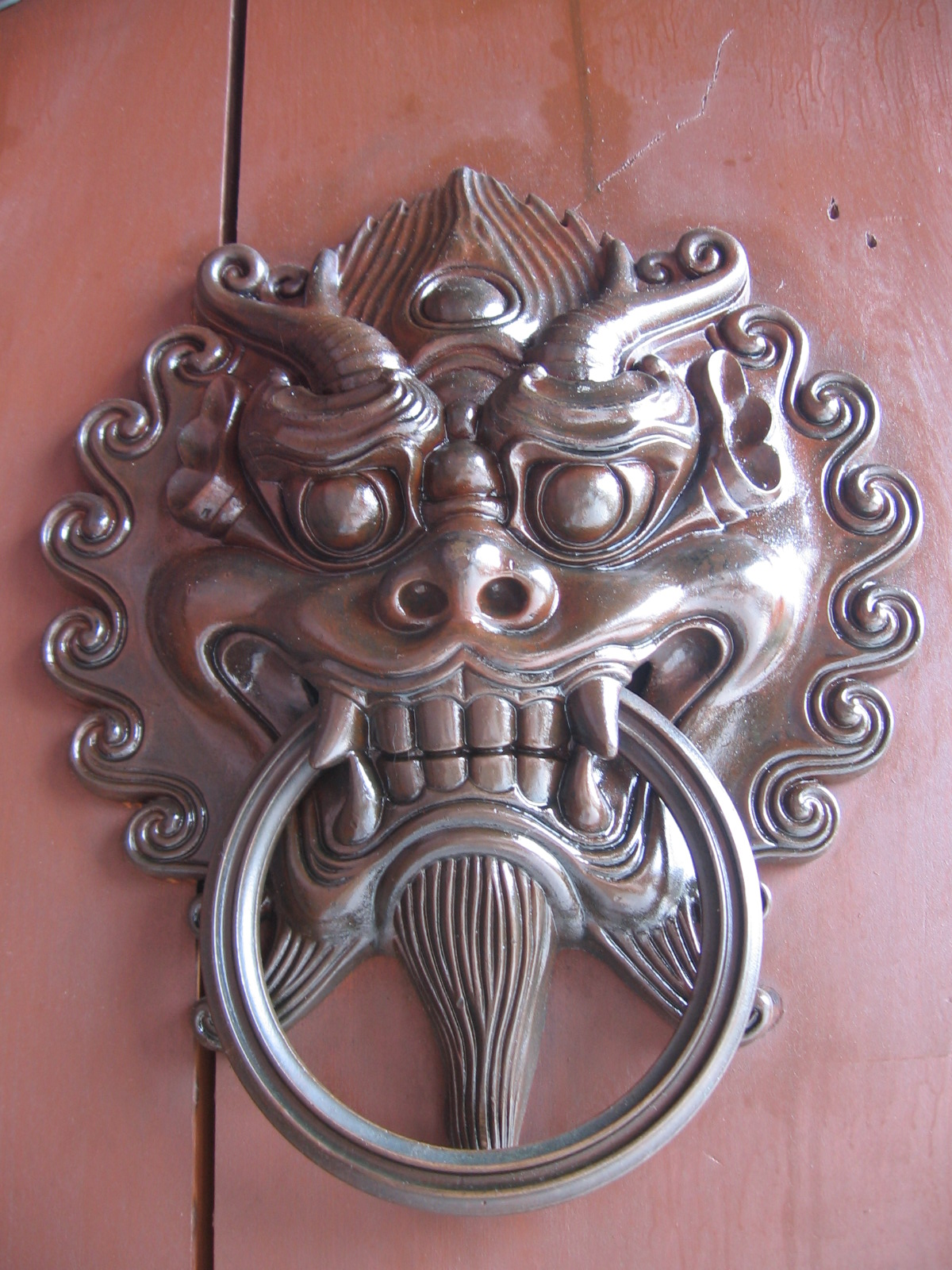
中国门上的狮头门环

门（亦稱扉）在建筑学上是指在出入通道处所设可开关或转动的装置，一般是垂直于水平面的，其它也可根据需要而建造。门的主要作用是在为建筑提供出入口的同时保证建筑的安全、室内热环境和空间限定的需要。古代的门多为木头建造，并依居住者的身份有大小不同，对东西方来说，共同特点就是只要居住者身份越为上位，其使用的门就越大。此外，门不仅是提供人通过，也提供动物如马、狗等通过。

## 构造
门主要由门框、门扇两个构造组成。
门框有木造、石造、砖造、金属制等不同类别。

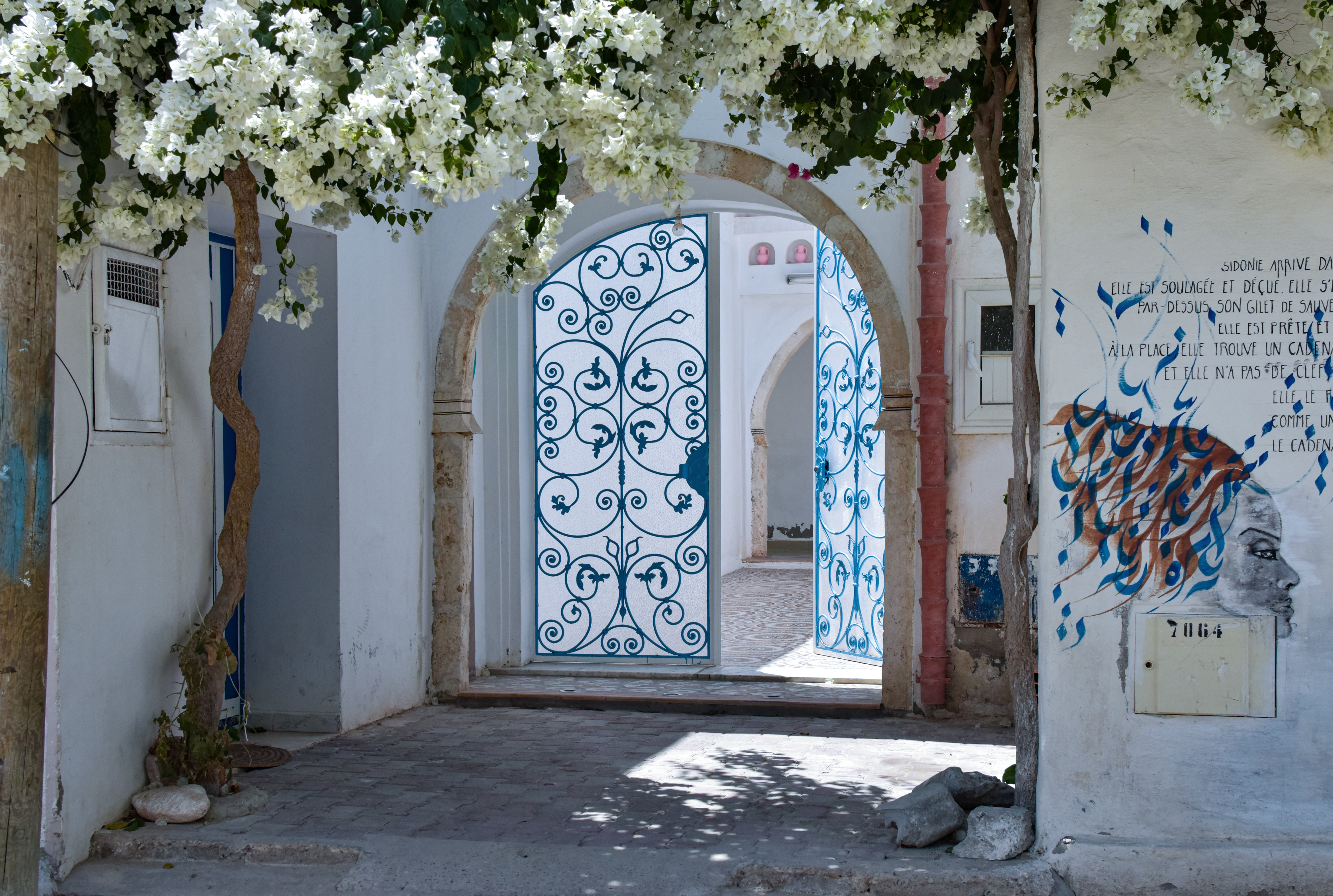
門扉

门扇又称为门扉或门板，在中国建筑中，门扇的部位还有分上中下，有一定比例。一般由木材或石材为主要材料，用金属销钉将小块材料连系成一个整体。现代的门扇仍然以木材为主要材料，也有采用金属、塑料、玻璃等材料的。
附属构件包括门墩、铰链、滑轮、执手、门锁、观察孔、门铃、自动关门器等，一般来说由于有安全的考虑，门的活动构造比窗更复杂。
现代的门除了大门、房门、厕所门的内外差别外，在种类上有相当多种。兹列举一些常见的如下：
- 站台门
- 防烟门
- 推拉门
- 旋转门
- 捲簾門

## 材質

### 鐵門
鐵門也叫鐵閘是以金屬製成的閘門，主要目的為防盜。
- 優點
  1. 結實
  2. 防火
  3. 防煙
  4. 耐撞擊
- 缺點
  1. 較重
  2. 可導電，造成漏電事故

### 木門
木門又叫木閘是以木器造成的閘門，主要目的為保安。
- 優點
  1. 比金屬門輕
  2. 可隔熱
  3. 可防煙
  4. 可絕緣
  5. 可雕刻，美觀
  6. 保有木材香氣
- 缺點
  1. 可燃燒，防火功能比較弱
  2. 易損壞、腐朽

### 玻璃門
玻璃门是以玻璃造成的门，主要目的為美观。
- 優點
  1. 透光性好

- 缺點
  1. 不耐冲击，易损坏
  2. 防火功能弱

## 外部連結
- 中国的门文化
- 门文化 （页面存档备份，存于）
- 一种防火门构造 （页面存档备份，存于）（美国专利文件）
- 门的历史资料